# محمد بن خضر عريف
محمد بن خضر عريف (1957 - 28 نوفمبر 2021)، أكاديمي ولغوي وأديب سعودي.

## الحياة المُبكرة والتعليم
وُلد محمد بن خضر في بيروت سنة 1376 هـ/ 1957 م. كما تلقى تعليمه الثانوي في الأزهر الشريف، وحصل على درجة البكالوريوس في تخصص اللغة العربية وآدابها من جامعة أم القرى، ثم حصل على درجة الماجستير من جامعة كاليفورنيا (لوس أنجلوس) وتخرج متخصصًا في علم اللغة النظري عام 1982، وحصل على درجة الدكتوراه من نفس الجامعة في علم اللغة التطبيقي عام 1986.

## الحياة العمليّة
- عمل معيدًا في قسم اللغة العربية حتى وصل إلى رتبة الأستاذية بجامعة الملك عبد العزيز في جدة.
- عمل مديرًا لمركز البحوث في جامعة الملك عبد العزيز عام 1421هـ.
- عمل وكيلاً للدراسات العليا والبحث العلمي في جامعة الملك عبد العزيز عام 1424هـ.
- عضو المجلس العلمي بجامعة الملك عبد العزيز عام 1427 هـ.
- عضو تسمية الشوارع والميادين في جدة عام 1423 هـ.
- شارك في عدد من المؤتمرات العلمية والثقافية داخل السعودية وخارجها.
- كاتب مقالة أسبوعية في صحيفة المدينة السعودية.[2]

## المؤلفات
- مسرحية (كان هنا بيتنا)، الرياض، الرئاسة العامة لرعاية الشباب، 1404 هـ.
- الوظائف الخطابية للضمائر العربية، جامعة أم القرى، مكة المكرمة، 1409 هـ.
- القولان المتتابعان في لغة القانون الأمريكي، جامعة الإسكندرية، الإسكندرية، 1990 م.
- أمريكا سري للغاية، دار القادسية، جدة، 1414 هـ.
- مقدمة في علم اللغة التطبيقي، دار القبلة، جدة، 1412 هـ.
- الحداثة مناقشة هادئة لقضية ساخنة، دار القبلة، جدة، 1412 هـ.
- بعض الإشكاليات في نظام الإعراب العربي، جامعة الملك عبد العزيز، جدة، 1995 م.
- جهود خادم الحرمين الشريفين الملك فهد بن عبد العزيز في الإغاثة الإسلامية العالمية، جامعة الملك عبد العزيز، جدة، 1422 هـ.
- الموسوعة الميسرة للأدباء السعوديين.[3]

## الوفاة
توفي يوم الأحد 23 ربيع الآخر 1443 هـ الموافق 28 نوفمبر 2021 بعد معاناة من المرض.